# 40 éves szűz
A 40 éves szűz (eredeti cím: The 40-Year-Old Virgin) 2005-ös amerikai filmvígjáték, melynek forgatókönyvírója, producere és elsőfilmes rendezője Judd Apatow. A főszerepet alakító Steve Carell forgatókönyvíróként szintén részt vett a film elkészítésében, mely számos improvizált párbeszédet is  tartalmaz.  További fontosabb szerepekben Catherine Keener, Paul Rudd, Romany Malco és Seth Rogen látható. A 40 éves szűz volt Seth Rogen első fontosabb filmes alakítása, valamint Steve Carellnek is sokat segített pályafutása beindításában.
A film címszereplője egy magának való 40 éves férfi, aki munkatársai segítségével szüzességét próbálja elveszíteni.
2005. augusztus 19-én mutatták be az Amerikai Egyesült Államokban. A kritikusok többsége kedvezően fogadta a vígjátékot, amely a jegyeladások tekintetében is sikert aratott.

## Cselekmény
Andy Stitzer (Steve Carell) negyvenéves szűz férfi: egyedül él, egy SmartTech nevű elektronikai szaküzlet raktárában dolgozik, szabadidejében pedig játékfigurákat gyűjt, videójátékokkal játszik és idős szomszédain kívül nincsenek barátai. Munkatársai, David (Paul Rudd), Cal (Seth Rogen) és Jay (Romany Malco) vonakodva elhívják a magának való Andyt egy pókerjátszmára, mert hiányzik még egy ember a játékhoz. Pókerezés közben a férfiak hódításaikról kezdenek el sztorizgatni és hamar nyilvánvalóvá válik a számukra, hogy Andy még szűz. Elhatározzák, hogy segítenek neki nőt szerezni, de a következő néhány napban ellentmondásos tanácsaik miatt nem sikerül a tervük. Ennek ellenére Andy megismerkedik egy könyvesbolti eladóval, Beth-tel (Elizabeth Banks), felkeltve a nő érdeklődését. Andy elkezd nyitottabbá válni és összebarátkozik kollégáival. Amikor David véletlenül összefut egy rapidrandi rendezvényen volt barátnőjével, akinek még mindig a megszállottja, idegösszeomlást kap. Andy főnöke, Paula (Jane Lynch) hazaküldi őt és kinevezi Andyt a helyére eladónak.
Andynek elege lesz újdonsült barátai „segítségéből” és úgy dönt, saját erejéből fog ismerkedni. Munka közben sikerül is megismerkednie és később randevúra hívnia Trish Piedmontot (Catherine Keener). A randevú jól sikerül, Andy és Trish az ágyban köt ki, de mielőtt szeretkezhetnének, a nő tizenéves lánya, Marla (Kat Dennings) megzavarja őket. Andy megpróbálja bevallani Trishnek szüzességét, Trish viszont ezt megelőzve felajánlja, hogy hanyagolják egy ideig a szexet (egészen pontosan a huszadik randevújukig). Paulát eközben lenyűgözi Andy munkahelyi teljesítménye és ismét előlépteti őt, immár vezetői pozícióba.
Andy barátai is elkezdik átértékelni életüket. A párkapcsolatokból kiábrándult David cölibátust fogad, miközben az érte aggódó Cal új munkatársként felveszi az üzletbe a vonzó Bernadette-t (Marika Dominczyk). A nőcsábász Jay megtudja, hogy hamarosan apa lesz, de hűtlensége miatt barátnője rövid időre szakít vele. Andy és Trish párkapcsolata tovább mélyül: Trish azt tanácsolja neki, adja el féltve őrzött játékfiguráit és a pénzből nyisson saját elektronikai szaküzletet. Később Andy elkíséri Marlát egy szexuális felvilágosító központba, ahol Marla megszégyenül a többiek előtt, mert – egyedüli résztvevőként – elárulja, hogy szűz. Andy a lány kellemetlen helyzetén segítve szintén bevallja szüzességét a tanácsadónő (Nancy Carell) előtt, de senki nem hisz neki és csak nevetségessé teszi magát. Marla hazafelé elmondja neki, hogy egy ideje rájött a férfi titkára, de ígéretet tesz, hogy nem árulja el azt Trishnek.
A huszadik randevún Andy továbbra is vonakodik a szextől és elutasítja Trisht, mellyel feldühíti a nőt. Vitatkozni kezdenek és Andy azzal vádolja meg őt, hogy akarata ellenére bele akar szólni az életébe. Otthagyja Trisht és elmegy Jay bulijába, ahol Jay barátnőjének terhességét ünneplik meg. David összejön Bernadette-tel, Andy pedig lerészegedik és hazakíséri a szintén a buliban tartózkodó Beth-et. Marla meggyőzi anyját, hogy béküljön ki Andyvel. Kijózanodva Andy meggondolja magát Beth-tel kapcsolatban és a helyszínre érkező barátai is arra biztatják, menjen vissza Trish-hez.
A lakásán már várja őt Trish, aki gyanús tárgyakat talált Andy lakásán (köztük egy doboznyi, Davidtől kapott pornófilmet) és aggódni kezd, hogy a férfi valamiféle szexuális devianciában szenved. Trish megretten a szituációtól és elmenekül, miközben Andy kerékpárral követi az autóját. Amikor az „üldözés” során Andy balesetet szenved, Trish odasiet a földön fekvő sérült férfihez, aki végre elárulja neki titkát. Trish megnyugszik, hogy Andy furcsa viselkedésének csupán ennyi volt az oka és nem tartja fontosnak a dolgot.
Később Andy és Trish egy fényűző esküvő keretein belül összeházasodnak. Andy játékfiguráinak eladásából félmillió dolláros bevétel folyt be, melyből a ceremóniát is fedezni tudták. A esküvő után az ágyban kötnek ki és Andy végül elveszíti a szüzességét. A film legvégén a szereplők egy éneklős-táncos musicalt adnak elő a Hair című musical "Aquarius/Let the Sunshine In" című dalára.

## Szereplők

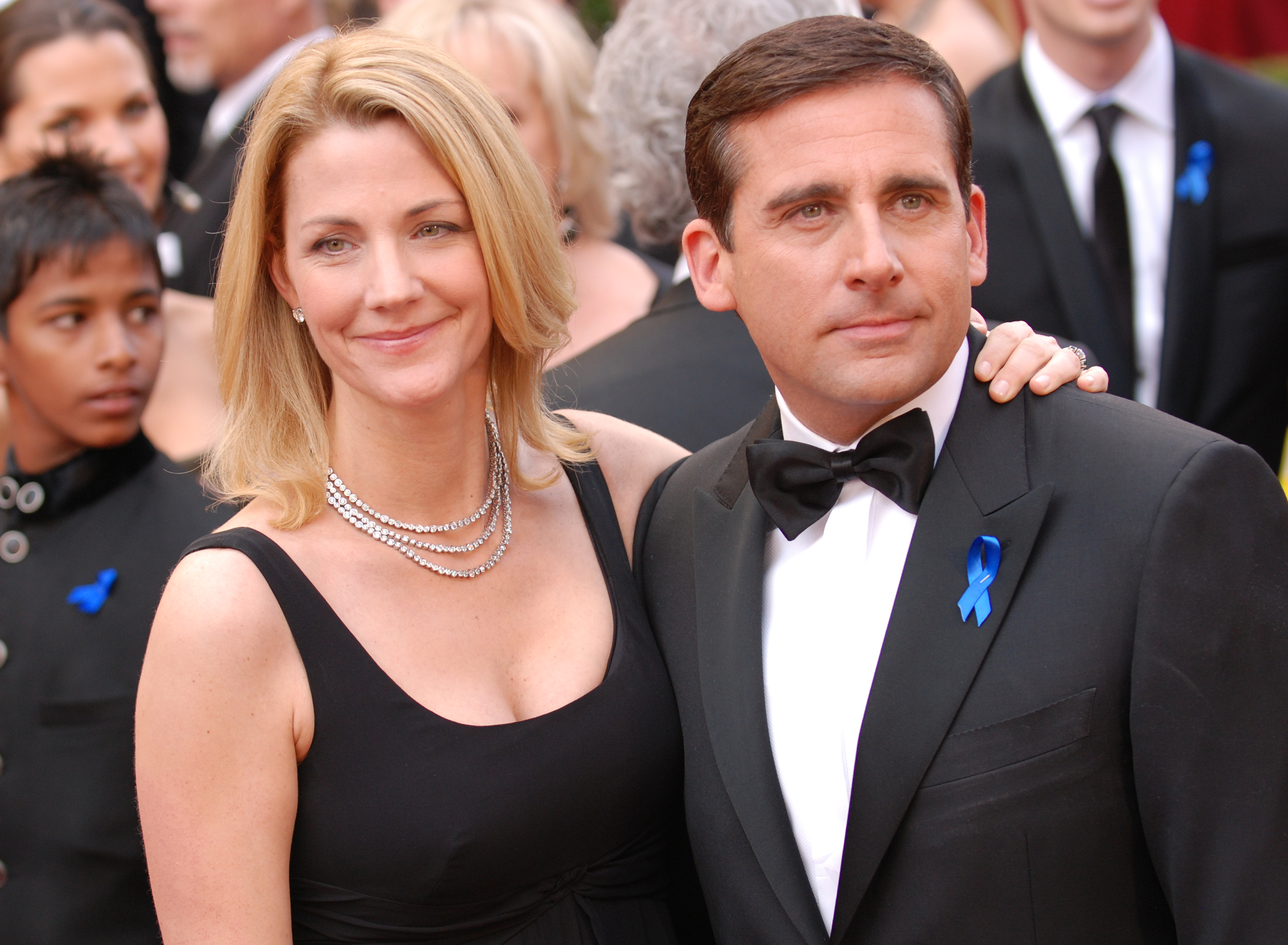
Steve Carell és felesége, Nancy 2010-ben. A film, melynek Carell a forgatókönyvírója és producere is volt, nagyban elősegítette a színész pályafutásának beindulását. Nancy szexuális tanácsadónőt alakít a filmben.

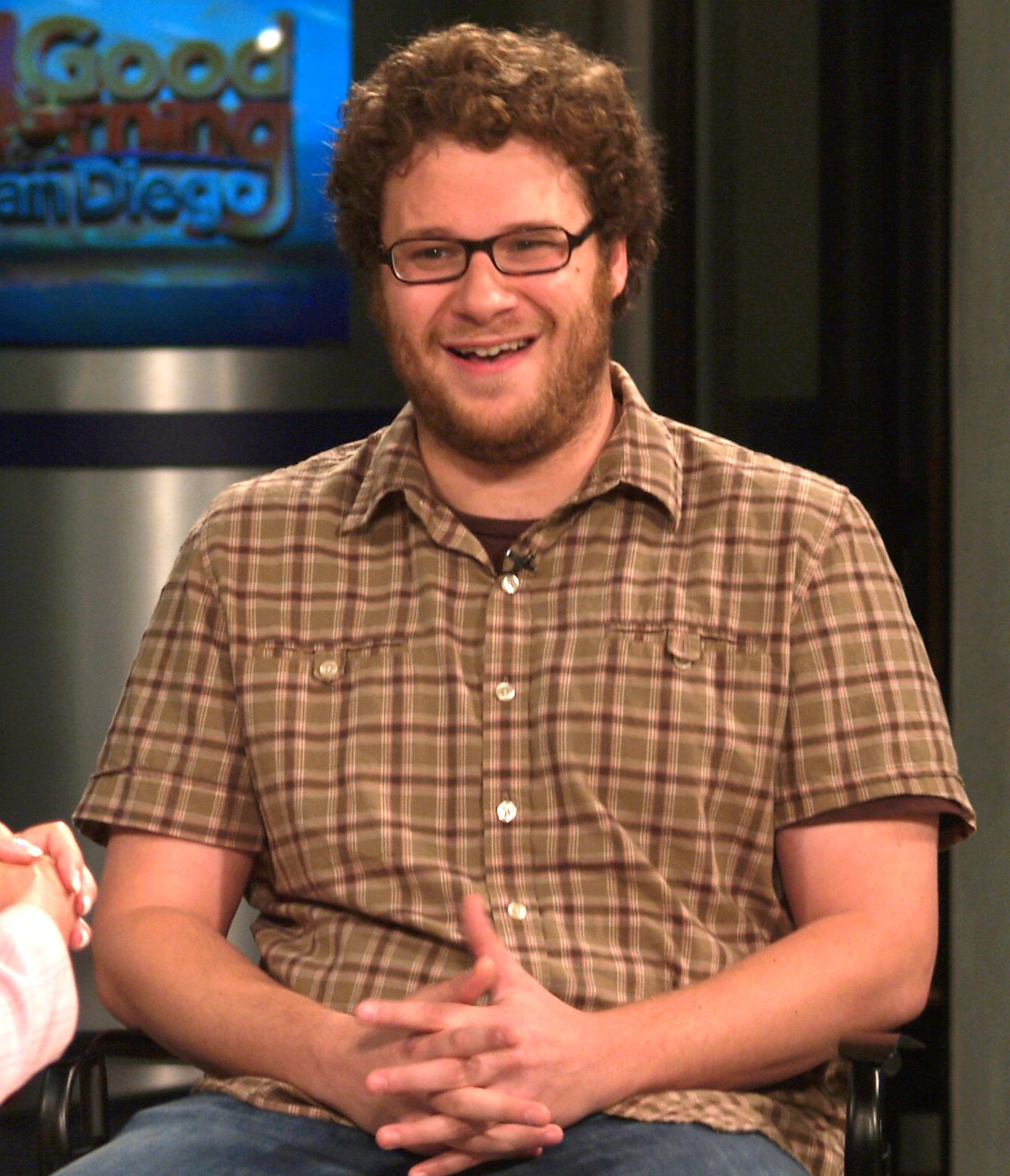
A 40 éves szűz volt a kanadai humorista, Seth Rogen első fontosabb filmes alakítása

| Színész          | Szerep              | Magyar hang        |
| ---------------- | ------------------- | ------------------ |
| Steve Carell     | Andy Stitzer        | Máté Gábor         |
| Catherine Keener | Trish Piedmont      | Tóth Enikő         |
| Paul Rudd        | David               | Széles Tamás       |
| Romany Malco     | Jay                 | Pusztaszeri Kornél |
| Seth Rogen       | Cal                 | Schneider Zoltán   |
| Jane Lynch       | Paula               | Benkő Nóra         |
| Elizabeth Banks  | Beth                | Balogh Anna        |
| Leslie Mann      | Nicky               | Gallusz Nikolett   |
| Kat Dennings     | Marla Piedmont      | Hámori Gabriella   |
| Gerry Bednob     | Mooj                | Rudas István       |
| Shelley Malil    | Haziz               | Gyurity István     |
| Jonah Hill       | eBay vásárló        | Szvetlov Balázs    |
| Marika Dominczyk | Bernadette          | N/A                |
| Mindy Kaling     | Amy                 | N/A                |
| Mo Collins       | Gina                | Peller Anna        |
| Nancy Carell     | szexuális tanácsadó | Keönch Anna        |
| Kevin Hart       | SmartTech vásárló   | N/A                |

## Fogadtatás

### Bevételi adatok
A film bevételi szempontból sikert aratott a jegypénztáraknál és a nyitó héten első helyezést ért el, 21 422 815 dolláros bevétellel. Az Amerikai Egyesült Államokban 109 449 237, a többi országban pedig 67 929 408 dolláros (ebből Magyarországon 748 958 dolláros), összesen tehát 177 378 645 dolláros bevételt hozott a film. Az összbevételt számítva a film az USA-ban a 19., világszerte a 25. éves helyezést érte el.

### Kritikai visszhang
A 40 éves szűz pozitív kritikákat kapott. A Rotten Tomatoes weboldalon 85%-os értékelésen áll (181 kritika alapján), amely átlagosan 10-ből 7,2-es értékelést jelent. A weboldal összegzése alapján „Steve Carell első főszereplése magas pontszámot ér el azáltal, hogy gyengéden kezeli az esélytelen címszereplőt, ehhez egy közönséges, de élethűen vicces vígjátékot felhasználva, hogy kapcsolatot létesítsen a felnőtt nézőkkel”. A Metacritic weboldalon a film 100-ből 73 pontot kapott, 35 kritika alapján, mely az oldal szerint összességében kedvező kritikát jelent.
Roger Ebert filmkritikus négyből három és fél csillagos értékelést adott a filmnek. A kritikus meglepően éles elméjűnek nevezte a filmet, megdicsérte a szereplőválogatást és külön kiemelte a Carell és Keener között kiválóan működő kémiát, illetve a színészek közti kölcsönös szimpátiát. Owen Gleiberman (Entertainment Weekly) A- értékelést adott a filmnek, megdicsérve Carell alakítását, miszerint „Andy lehet, hogy egy tudatlan, elnyomott vesztes könnyed karikatúrája... de Carell a lehető legviccesebb és legmeglepőbb módon, hiteles emberi lényként alakítja őt.” Manohla Dargis a The New York Times-tól szintén méltatta Carell alakítását.
Keresztény filmkritikusok ugyanakkor élesen bírálták a filmet. Kritikáikban ellenérzésüknek adtak hangot, amiért a film azt sugallja, probléma van egy olyan nőtlen férfival, aki szexuálisan tapasztalatlan. Emellett a film trágár nyelvezetét és az altesti humort is kritikával illették.

## Fordítás
Ez a szócikk részben vagy egészben  a   The 40-Year-Old Virgin című angol Wikipédia-szócikk fordításán alapul.  Az eredeti cikk szerkesztőit annak laptörténete sorolja fel. Ez a jelzés csupán a megfogalmazás eredetét és a szerzői jogokat jelzi, nem szolgál a cikkben szereplő információk forrásmegjelöléseként.